# هنریتا ۲۲۵
سیارک ۲۲۵ (به انگلیسی: 225 Henrietta) دویست و بیست و پنجمین سیارک کشف شده‌است که در ۱۹ آوریل ۱۸۸۲ و در وین کشف شد.
قدر مطلق سیارک برابر ۸٫۷۲ است.